# Ганско-датские отношения
Ганско-датские отношения — двусторонние дипломатические отношения Ганы и Дании. Были установлены в 1660 году, когда датчане высадились в Голд-Косте. Отношения оцениваются как прочные и дружеские. Дания участвует в развитии Ганы с 1958 года.
В 2007 году экспорт Дании в Гану составил 108 миллионов датских крон, в то время как экспорт Ганы в Данию составил 210 миллионов датских крон.

## Сотрудничество
С 1958 года Дания оказывала помощь Гане в развитии страны, прекратив её к 1983 году, но восстановив в 1990. Дания оказывает помощь Гане в экономическом развитии, обеспечении мира и стабильности, здравоохранении, транспорте, поддержке частной собственности и борьбе с нищетой.

## Посольства
- Гана имеет посольство в Копенгагене[5],
- Дания имеет посольство в Аккре[6].